# Antonio de Pereda

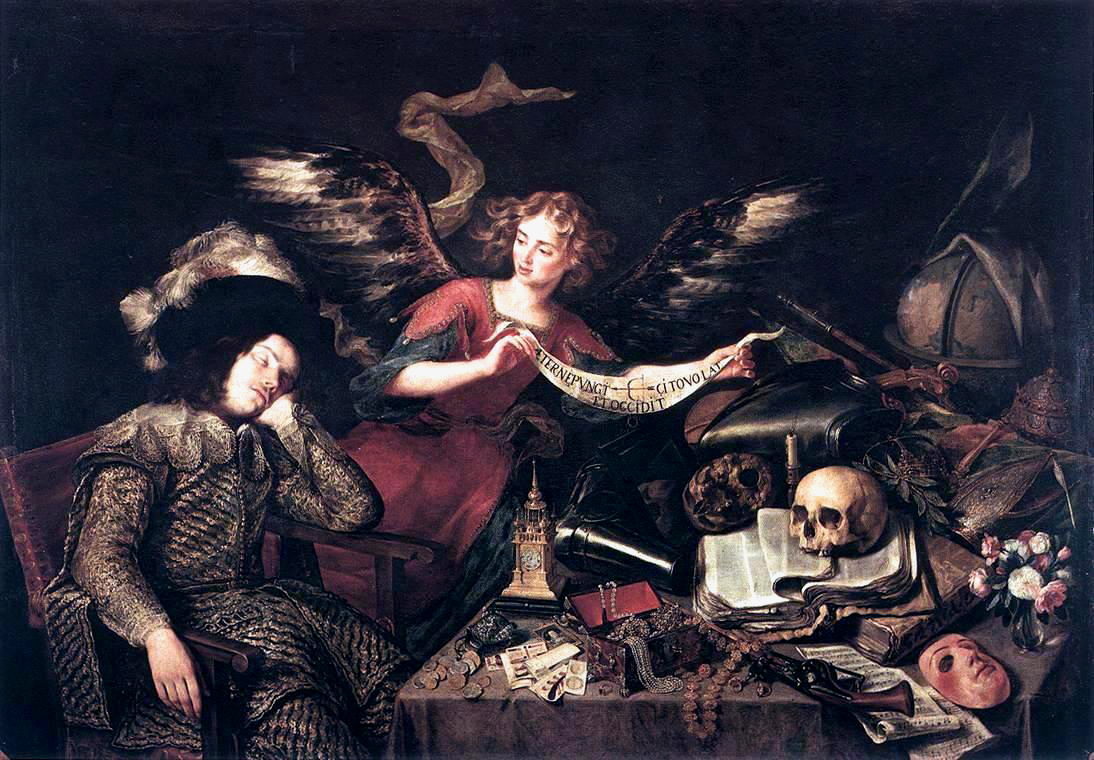
Il sogno del nobiluomo, olio su tela di Antonio de Pereda, 1670 circa, Madrid, Museo de la Real Academia de Bellas Artes de San Fernando.

Antonio de Pereda y Salgado (Valladolid, 1611 – Madrid, 1678) è stato un pittore spagnolo di epoca barocca, noto soprattutto per le sue nature morte.

## Biografia
Nacque a Valladolid nel 1611, maggiore di tre fratelli, da una famiglia di artisti; i suoi genitori, infatti, e i due fratelli erano tutti attivi pittori.
Dopo una prima formazione presso la bottega del padre, alla sua morte, si trasferì a Madrid, dove entrò a far parte del circolo artistico dell'affermato artista Pedro de la Cuevas. Qui collaborò con Juan Carreño de Miranda, Francisco Camillo e Jusepe Leonardos.
Posto sotto la tutela dell'influente pittore Giovanni Battista Crescenzi, proprietario di una vasta raccolta di dipinti, venne introdotto presso la corte reale spagnola. Qui ricevette le sue prime commissioni, tra le quali, nel 1634, la prestigiosa commissione Il soccorso di Genova per il Palacio del Buen Retiro, in competizione con la Resa di Breda di Diego Velázquez.
Unico soggetto storico conosciuto dell'artista, il dipinto è un richiamo ai modi stilistici di Vicente Carducho. Pereda eseguì altre note opere d'arte, specializzandosi in soggetti religiosi e soprattutto in nature morte.
Alla morte del protettore Crescenzi, avvenuta nel 1635, l'artista venne espulso dalla corte reale, mantenendo comunque forti rapporti con le istituzioni religiose madrilene, dalle quali continuò a ricevere svariate commissioni. Pereda morì intorno al 1678 nella capitale iberica.

## Opere

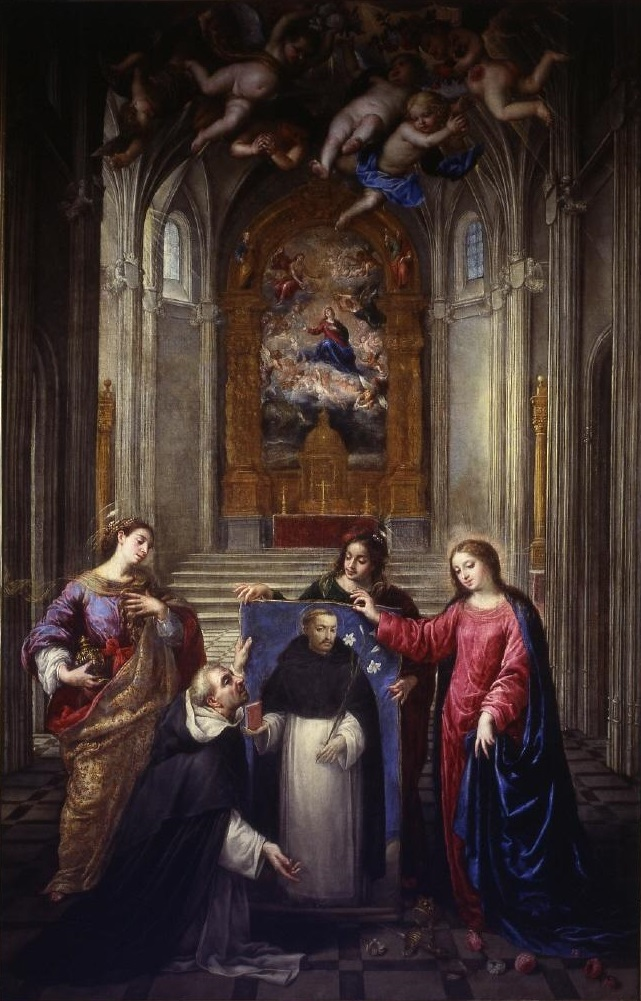
San Domenico in Soriano

- Il soccorso di Genova (1634), olio su tela, 290 x 370 cm, per la sala delle battaglie del Buen Retiro, Madrid.
- San Domenico in Soriano (1640), Museo Cerralbo, Madrid.
- La liberazione di San Pietro (1643), olio su tela, 145 x 110 cm, Museo del Prado, Madrid.
- San Gerolamo (1643), olio su tela, 105 x 84 cm, Museo del Prado, Madrid.
- Natura morta con frutta (1650), olio su tela, 75 x 143 cm, Museu Nacional de Arte Antiga, Lisbona.
- Natura morta con pendolo (1652), olio su tela, 78 x 91 cm, Museo Puškin delle belle arti, Mosca.
- Allegoria con angelo e natura morta (1654 circa), olio su tela, 139,5 x 174 cm, Kunsthistorisches Museum, Vienna.
- Sant'Angelo (1667), olio su tela, 116 x 70 cm, Museo del Prado, Madrid.
- Il sogno del nobiluomo (1670 circa), olio su tela, 152 x 217 cm, Museo de la Real Academia de Bellas Artes de San Fernando, Madrid.
- Vanitas (1670 circa), olio su tela, 163 x 295 cm, Uffizi, Corridoio Vasariano, Firenze.